# Fiat 850
 (avril 2023).
Si vous disposez d'ouvrages ou d'articles de référence ou si vous connaissez des sites web de qualité traitant du thème abordé ici, merci de compléter l'article en donnant les références utiles à sa vérifiabilité et en les liant à la section « Notes et références ».

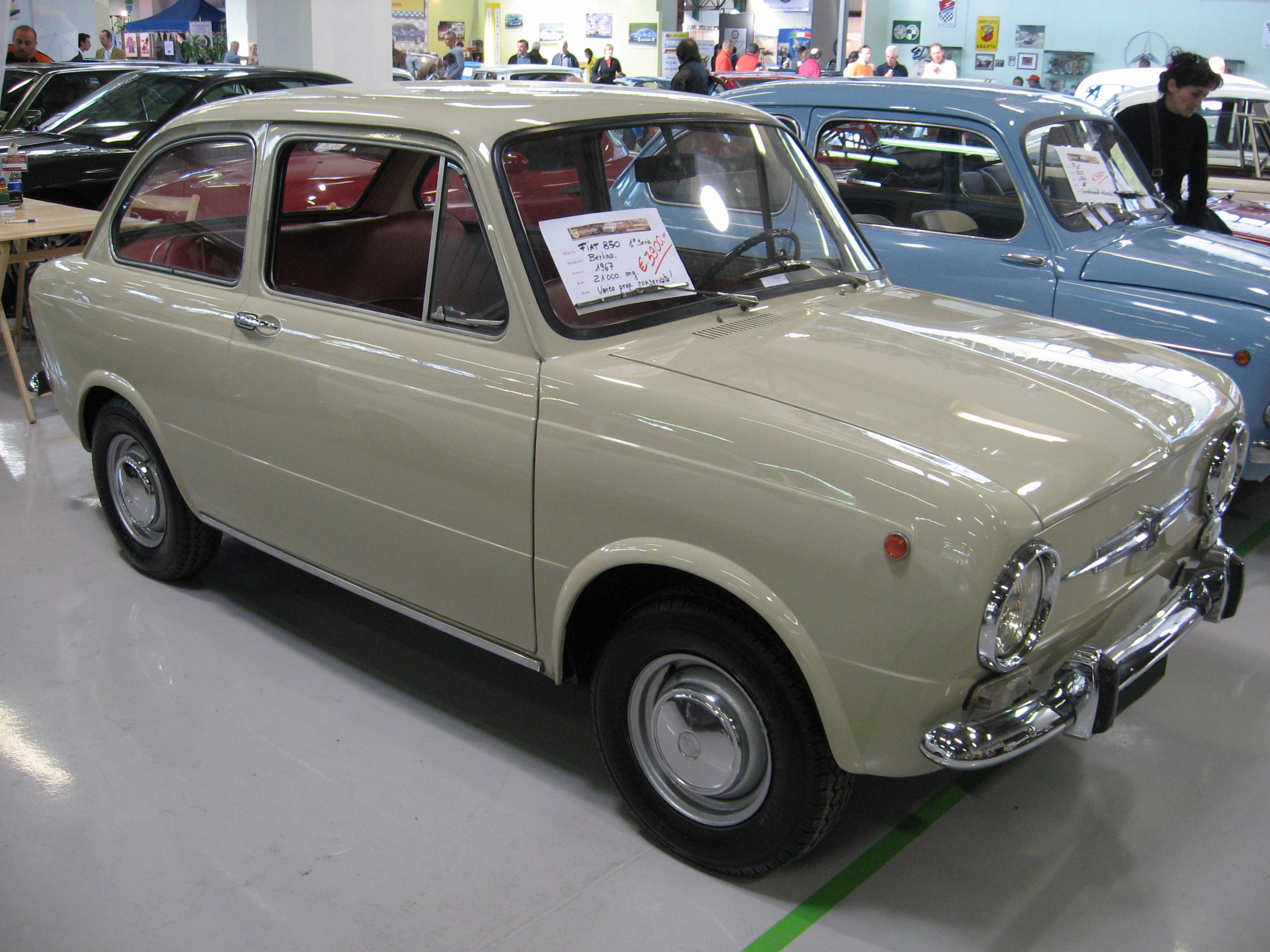
Fiat 850 1re série.

La Fiat 850, lancée en 1964 sous le nom de projet 100G, est une petite berline familiale, 4 places, 2 portes, à moteur 4 cylindres placé à l'arrière de 843 cm3 refroidi par eau. Elle sera produite de 1964 à 1972 en Italie.
Les différentes variantes de la Fiat 850 seront produites à près de 2 250 000 d'exemplaires uniquement en Italie : 1 780 000 berlines, 342 873 coupés et 124 600 cabriolets ou spiders.

## Histoire
En plein miracle économique italien de la fin des années 50 et du début des années 60, Fiat détenait plus de 70 % du marché automobile italien. La direction commerciale avait alors obtenu la réalisation d'un nouveau modèle de berline destinée à occuper le créneau entre la Fiat 600 (produite de 1955 à 1969) et la familiale Fiat 1100-103 (produite de 1953 à 1969). Le nom commercial aurait dû être Fiat 850 puisque 850 est justement la moyenne arithmétique entre 600 et 1100.
Dante Giacosa lança l'étude du projet 122, une berline à 4 portes avec le moteur placé à l'arrière, face au refus de la direction turinoise d'adopter la traction avant — pourtant mise au point dès 1931 pour la 500 Topolino. Les études furent lancées et menées tambour battant, mais c'était sans compter sur le très persuasif Enrico Pigozzi, directeur général de Simca, la filiale française de Fiat, qui découvrit la première maquette lors d'une visite à Turin et réussit à convaincre les dirigeants de Fiat de lui céder ces études pour en faire la Simca 1000. Dante Giacosa dut, bien malgré lui, se résoudre à étudier en catastrophe un nouveau modèle très étroitement dérivé de la Fiat 600 qui portera le code projet 100G, 100 comme la Fiat 600 et G pour "grande". Le projet 122 sera porté à son terme pour créer la Simca 1000 sous le nom de projet 122-950, comme la cylindrée du nouveau moteur Fiat destiné à Simca.
La 850 reprenait l'habitacle éprouvé de la 600, avec cependant des cotes intérieures augmentées pour améliorer le volume et le confort des passagers. Elle disposait d'un radiateur indépendant pour chauffer l'habitacle, ce qui évitait les retours d'odeurs du compartiment moteur comme sur la 600.
Le moteur, bien que dérivant de celui de la 600, fut entièrement réétudié, la cylindrée étant portée de 767 cm3 à 843 cm3, développant 34 Ch DIN, ce qui garantissait une vitesse de 125 km/h à la version 850 Super.
Lors de sa commercialisation en mai 1964, Fiat proposa deux versions :
- 850 Normale avec un moteur fonctionnant à l'essence "normale",
- 850 Super qui nécessitait du "super carburant" (taux d'octane supérieur).

### La seconde série (1968)
En 1968, la gamme 850 reçoit des modifications. La version Super est alors remplacée par la Special, qui bénéficie d'une finition plus soignée avec baguettes chromées sur les côtés et autour du pare-brise et de la lunette arrière. La calandre est dotée d'une grille chromée plus imposante. C'est cependant à l'intérieur de la voiture que les modifications sont les plus importantes : nouveau tableau de bord, très complet, volant sport avec couronne en faux bois, nombreux rangements qui apparaissent et banquette arrière redessinée pour un confort amélioré. Le rétroviseur intérieur adopte une position anti-éblouissement. De nouvelles teintes de carrosserie sont disponibles et les jantes de 13 pouces ajourées, avec enjoliveurs chromés, équipent les versions Coupé et Spider. Ces jantes deviennent ensuite le standard Fiat sur tous les modèles de cette catégorie, comme les futures 127 et 128. 
Le moteur fut remplacé par celui de la version Coupé développant 47 ch avec un carburateur double corps, ce qui permettait à la voiture de dépasser les 135 km/h. Pour garantir une meilleure sécurité de conduite, les tambours avant furent remplacés par des disques. La 850 Normale resta, par contre, quasiment inchangée.
La production des versions berlines prit fin en 1971, après le lancement et le succès de la nouvelle Fiat 127, traction avant à moteur transversal et d'allure très moderne. La production des versions Coupé et Spider s'arrêtera un an plus tard, en août 1972.

### Les différentes versions de la Fiat 850 Berline

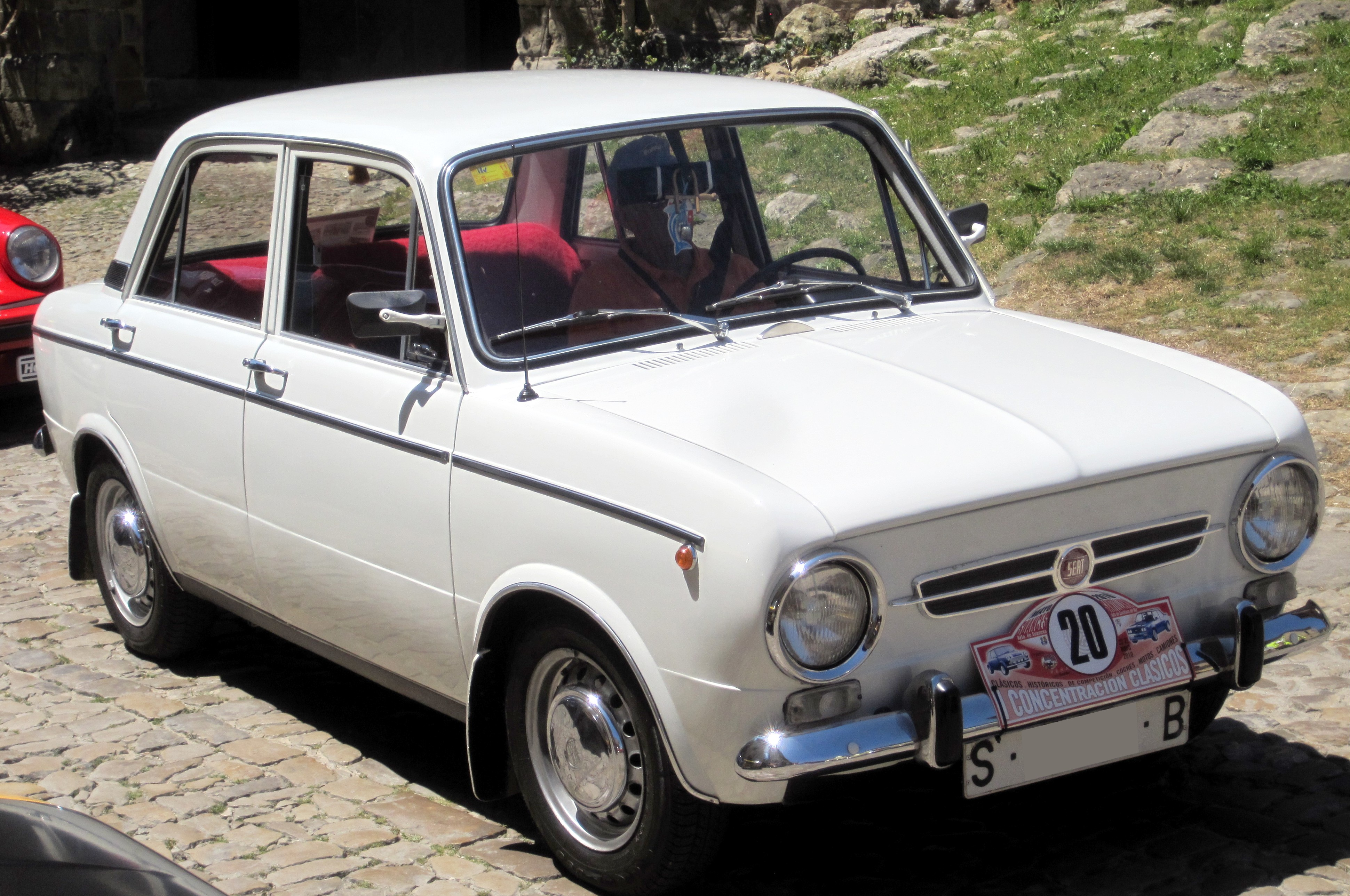
Seat 850 4 portes.

- Fiat 850 (septembre 1964 à août 1971) : 843 cm3, 5 CV, 40 ch SAE à 5300 tr/min (34 ch DIN à 5000 tr/min) - non importée en France[1] ;
- Fiat 850 Super (septembre 1964 à mars 1968) : 843 cm3, 5 CV, 42 ch SAE à 5300 tr/min (37 ch DIN à 5100 tr/min) ; transmission semi-automatique "idroconvert" en option à partir de mars 1966 ;
- Fiat 850 Special (février 1968 à août 1971) : 843 cm3, 5 CV, 52 ch SAE à 6400 tr/min (47 ch DIN à 6200 tr/min) ; baguettes latérales ;
- Seat 850 N - D - Especial : modèles strictement identiques aux modèles Fiat italiens, dont la première série a été introduite en Espagne en avril 1966. La seconde série a été produite jusqu'en 1974.
- Seat 850 L 4 portes (avril 1966 à 1974) : la filiale espagnole Seat a produit une version 4 portes de la 850. Ce modèle était inspiré de la "850 Lucciola" créée par le carrossier italien Francis Lombardi mais avec un empattement long.

## Fiat 850 Coupé

### Versions de la Fiat 850 Coupé
- Fiat 850 Coupé (mars 1965 à mars 1968) : 843 cm3, 5 CV, 52 ch SAE à 6400 tr/min (47 ch DIN à 6200 tr/min) ;
- Fiat 850 Sport Coupé (mars 1968 à août 1972) : 903 cm3, 5 CV, 57 ch SAE à 6400 tr/min (52 ch DIN à 6500 tr/min) ; calandre à 4 phares et à l'arrière 4 feux rouges ;
- Seat 850 Coupé et Sport Coupé : modèles strictement identiques aux modèles Fiat italiens, dont la première série a été introduite en Espagne en 1967. La seconde série est apparue en 1970 et a été produite jusqu'en 1972.

## La Fiat 850 Spider

### Les différentes versions de la Fiat 850 Spider

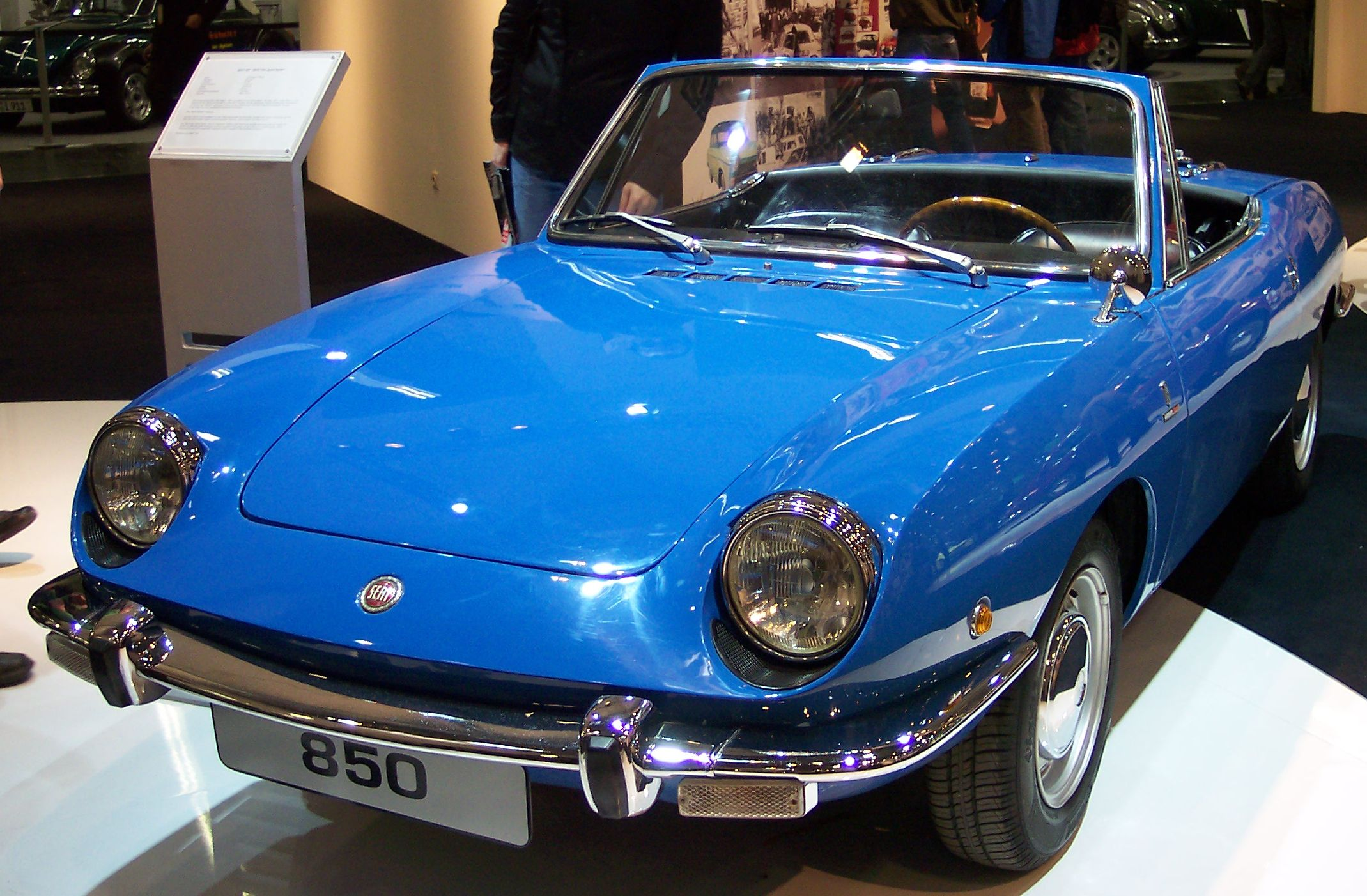
Seat 850 Spider

- Fiat 850 Spider (mars 1965 à mars 1968) : 843 cm3, 5 CV, 52 ch SAE à 6400 tr/min (47 ch DIN à 6200 tr/min) ; modèle dessiné par Bertone ;
- Fiat 850 Sport Spider (mars 1968 à août 1972) : 903 cm3, 5 CV, 57 ch SAE à 6400 tr/min (52 ch DIN à 6500 tr/min) ; modèle dessiné par Bertone ; phares non carénés et butoirs sur les pare-chocs.
- Seat 850 Sport Spider : modèle strictement identique au modèle Fiat italien 2e série, introduit en Espagne en 1970 et produit jusqu'en 1972.

## La Fiat 850 (berline - Coupé et Spider) dans le monde
Comme de coutume chez Fiat, ses modèles seront construits dans ses usines à l'étranger ou sous licence par ses associés.
- Espagne : la filiale espagnole Seat débuta la fabrication de la Seat 850 dès le mois d'avril 1966 jusqu'en 1974. Presque 800 000 exemplaires furent produits en version berline 2 et 4 portes (une exclusivité Seat) en Coupé et Spider, identiques au modèle Fiat d'origine.
- Allemagne : la Fiat 850 sera proposée également par Fiat Neckar, la filiale allemande, qui la baptisa Neckar Adria qui la fabriquera de juin 1965 à septembre 1969, avec un toit ouvrant à partir d'avril 1966 ;
- Yougoslavie : la Zastava 850.

## Les dérivés
Outre les versions sportives réalisées par Abarth et certains préparateurs privés, la Fiat 850 a été l'objet d'attentions particulières de carrossiers-constructeurs qui ont réalisé des modèles parfois très différents de la Fiat 850 de base, à partir d'une base mécanique identique ou retravaillée mais des carrosseries personnalisées comme : Vignale 850, Siata Spring, Ghia Vanessa, Lombardi Monza et Grand Prix…

## Dans la culture populaire
La fiat 850 berline est la voiture utilisée par l'actrice Romy Schneider dans le film réalisé par Claude Sautet, Max et les Ferrailleurs.

## Galerie

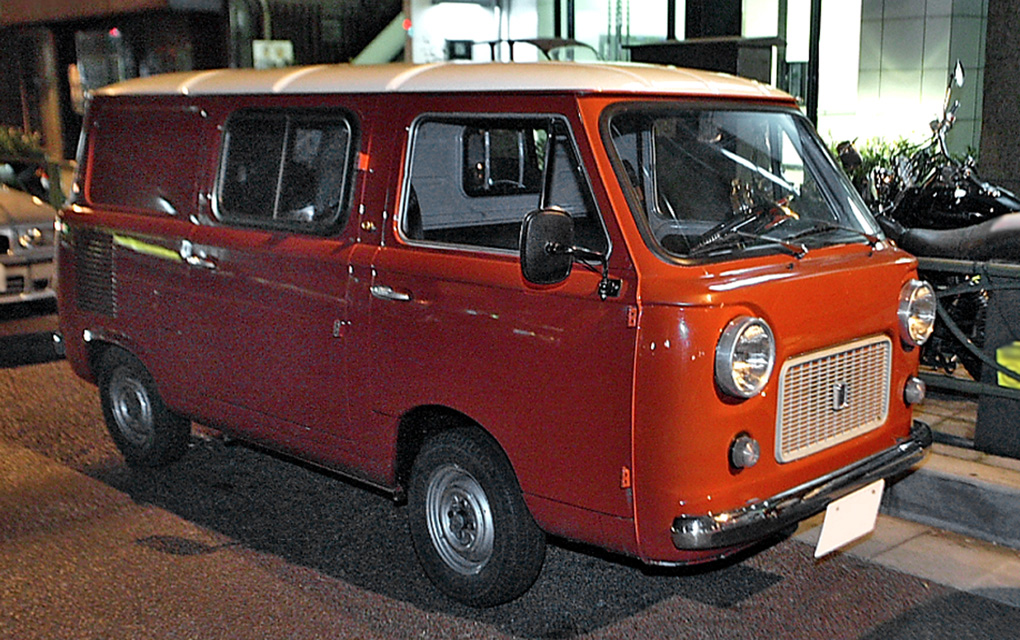
Fiat 850T
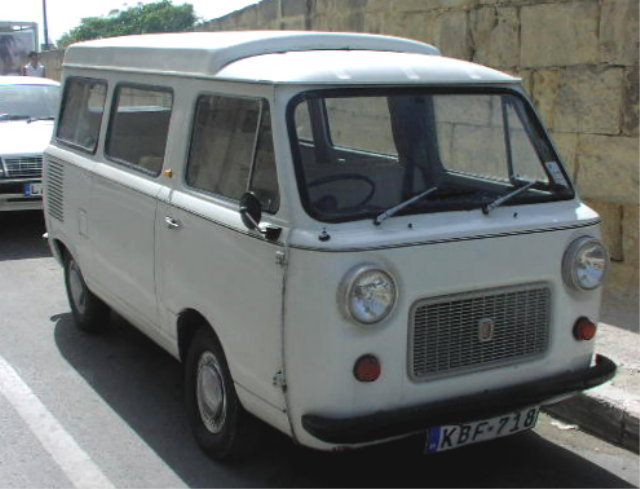
Fiat 850T
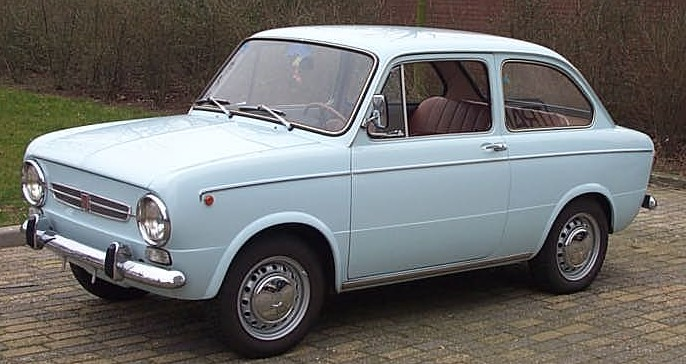
Fiat 850 spécial

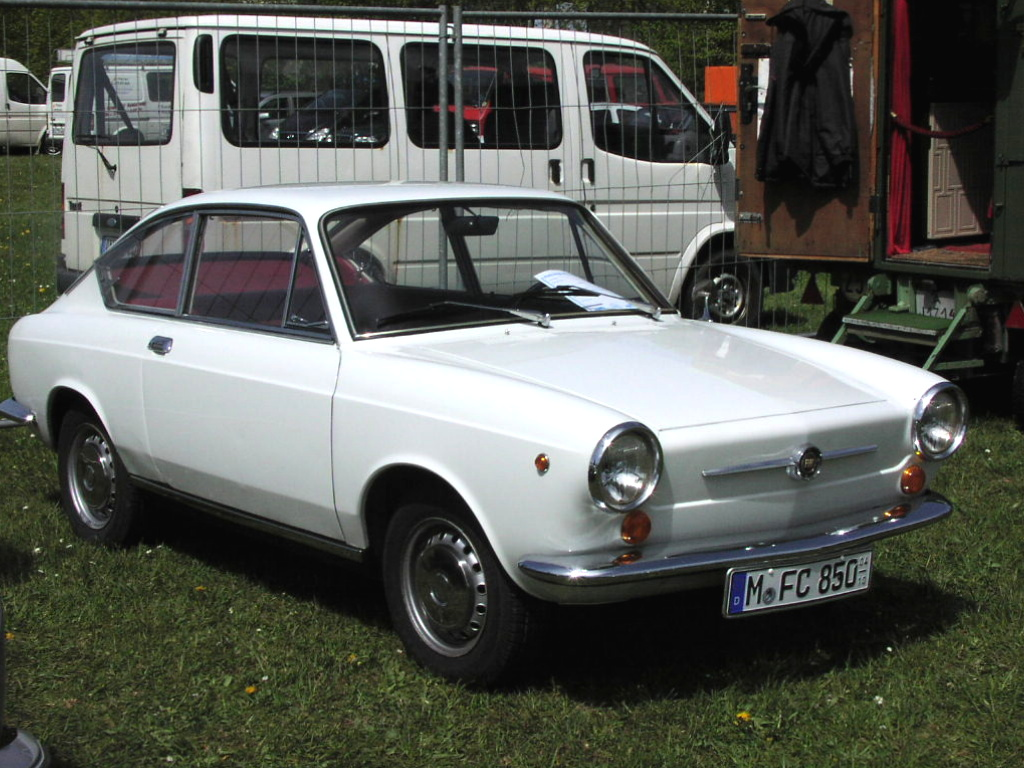
Fiat 850 coupé
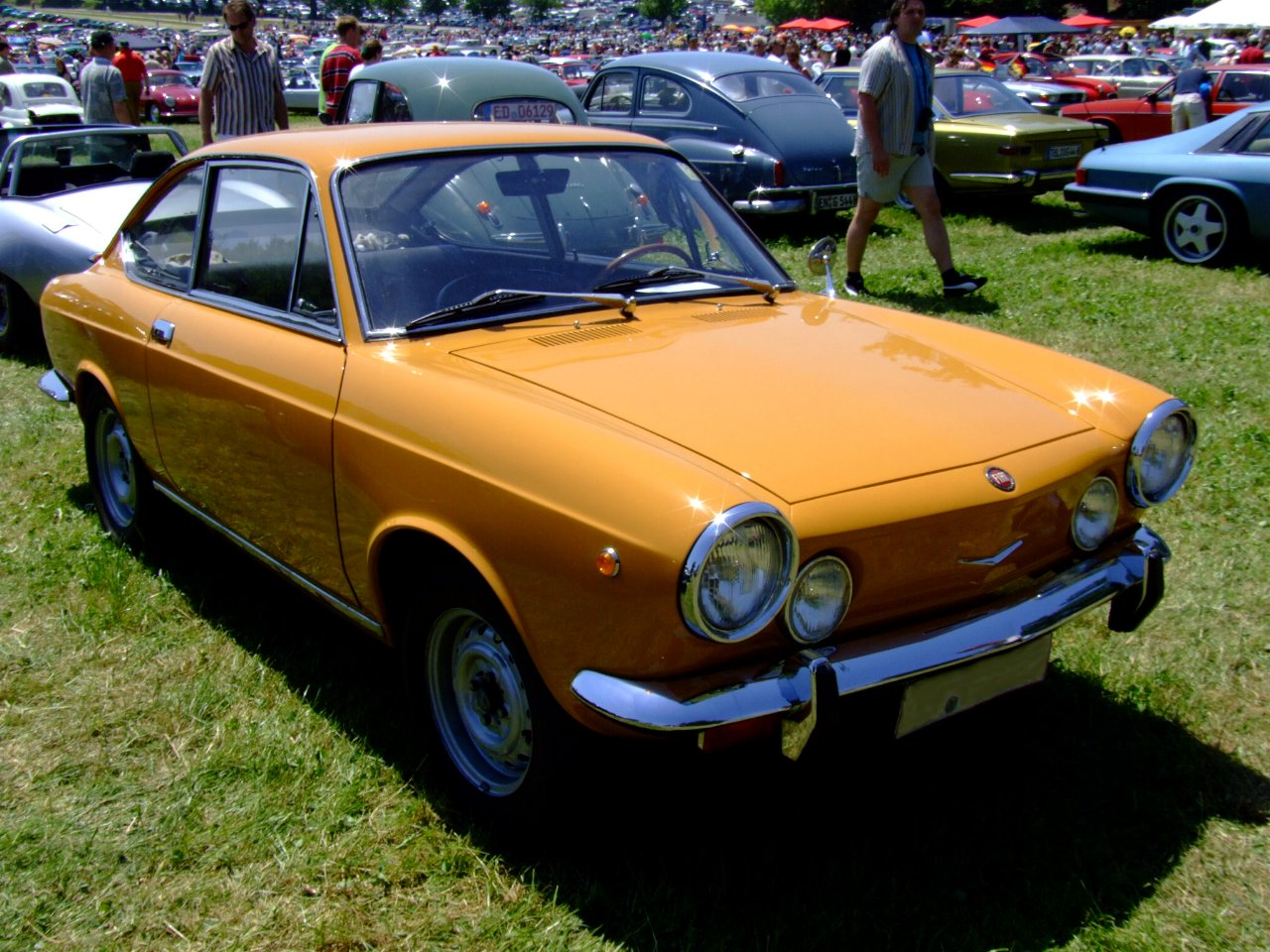
Fiat 850 sport coupé
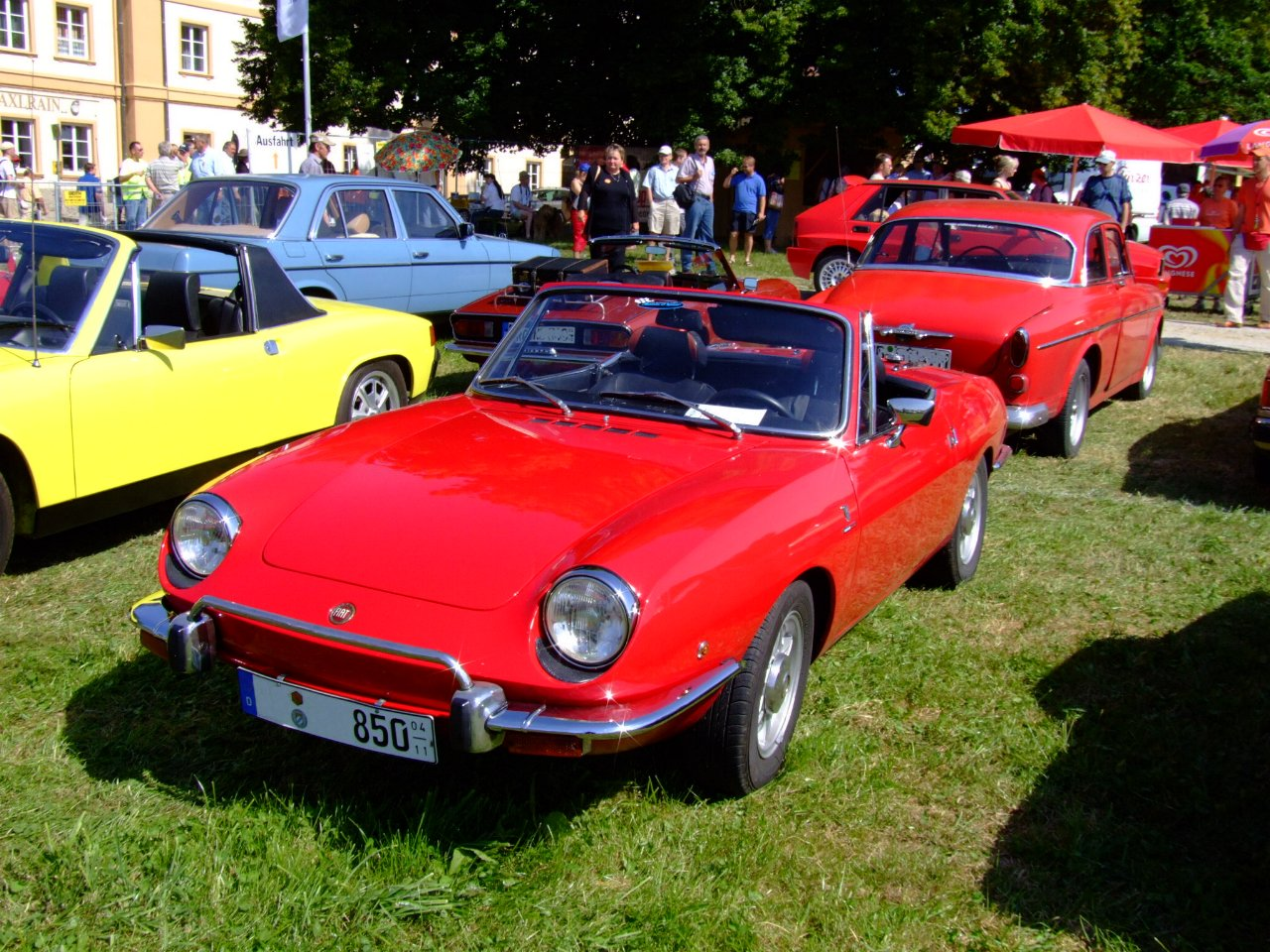
Fiat 850 sport spider